# GINKA
『GINKA』（ギンカ）は、フロントウイングより発売されたビジュアルノベル。2023年10月26日にPCダウンロード版が発売、2024年9月19日にはPCパッケージ版およびNintendo Switch版が発売された。

## ストーリー
かつて「ひめ島」で暮らしていた少年時代の青羽流星は、幼馴染の少女、銀花（ぎんか）と夜の夏祭りを訪れていたが、そこで銀花は神隠しのようにして行方不明になる。そして、この出来事を機に流星は島から離れる。
5年後、高校生となった流星は島を再訪する。その目的は現在の銀花の状況を確かめるためで、もしかすると姿を消した後に何事もなく家に戻り普通に暮らしているのではないかという淡い期待を抱いていたが、銀花は変わらず行方不明のままだった。失意の中で流星は島を後にしようとするが、そこで一人の少女に出会う。その少女、ギンカは、5年前の銀花の姿そのままだった。ギンカは記憶をなくしており自分の名前さえも忘れているが、流星の名前と彼への恋心だけは覚えていた。様々な謎を抱えながら、流星は、島での夏休みのひと時をギンカと過ごすことになる。

## 登場人物
青羽 流星（あおば りゅうせい）
声 - なし
主人公。5年ぶりに帰郷した島でギンカと出逢い、夏休みをともに過ごす。少年時代は地元に馴染めずにいた。
ギンカ
声 - 長谷川育美
5年前の銀花とそっくりな少女。記憶をなくしている。内気ながらも流星への恋心を露わにする。
謎の少女（なぞのしょうじょ）
声 - ?
見慣れない制服を着用し、腰に刀を携えた少女。銀花が成長したような姿をしており、仕草もよく似ている。
海野 ひまわり（うみの ひまわり）
声 - 長縄まりあ
漁師の娘。中学生。都会の高校に進学してギャルになることを夢見ている。島にいたころの流星に遊んでもらっており、「リュウにぃ」と呼んでなついている。
涼代 リン（すずしろ りん）
声 - 伊藤彩沙
農家の娘。流星よりも2つ年上。面倒見がよく家族思い。スタイルが良く運動神経も抜群で、小学生時代の島の武術大会では無敗だった。
荒羅伎 なずな（あららぎ なずな）
声 - 安済知佳
島の小学校の教師。島にいたころの流星の担任でもあり、帰郷後の流星の面倒を見る。古武術の心得があり、体育の授業で子供たちに教えている。
七守 草二（ななもり そうじ）
声 - 森嶋秀太
地方議員の息子。流星と同い年。子供時代から流星をライバル視してきたが、良いところは褒めるという生真面目さも持つ。人口減少が続く島の活気を取り戻す方法を模索している。
ゴン太（ごんた）
声 - ?
肥満体で大柄な猫。通称「ゴロマキゴン太」。喧嘩が強いが、一方で、ひまわりに絡まれても動じない器の大きさを持つ。
花憐（かれん）
声 - 大原さやか
和装の女性。大太刀を携えている。呪いに蝕まれており、自身の太刀で振り払ってきた。
ハナ
声 - 青木陽菜
かつて、ひめ島に流れ着いた神に生贄として捧げられた少女。島で一番貧しい家の子だった。

## 主題歌
オープニングテーマ「Star Trail」
歌：四ノ宮銀花（CV：長谷川育美）、作編曲：松本文紀、作詞：紺野アスタ
エンディングテーマ「夢浮橋-ユメノウキハシ-」
歌：青木陽菜、作編曲：UNDER_COVERS、作詞：mido

## 受賞
- DLsiteアワード2023 PCソフト部門 ユーザー推薦賞（『ヒラヒラヒヒル』『Synthesizer V AI 重音テト ダウンロード版』と同時受賞）[3]